# ألان غرافيتي
ألان غرافيتي (بالبرتغالية: Alan Grafite‏) هو لاعب كرة قدم برازيلي، ولد في 8 فبراير 1998 في كريسيوما في البرازيل. لعب مع نادي شابيكوينسي.

## وصلات خارجية
- ألان غرافيتي على موقع قاعدة بيانات كرة القدم.إي يو (الإنجليزية)
- ألان غرافيتي على موقع Soccerway.com (الإنجليزية)